# Karol Mikuli
Karol Mikuli (ur. 22 października 1821 w Czerniowcach, zm. 21 maja 1897 we Lwowie) – polski wirtuoz pianista, kompozytor, dyrygent i pedagog, twórca Galicyjskiego Towarzystwa Muzycznego we Lwowie, w 1867 członek Wydziału Towarzystwa Gimnastycznego „Sokół” we Lwowie.

## Życiorys
Urodził się w Czerniowcach na Bukowinie (obecnie Ukraina) w rodzinie polskich Ormian. 1844–1847 był w Paryżu uczniem Fryderyka Chopina. Był pierwszym wydawcą i propagatorem utworów Chopina we Lwowie i na wszystkich ziemiach polskich. Wydał w 17 tomach wszystkie dzieła Chopina, co było szczególnie ważne dla polskiej kultury, gdyż było to przez kilka dziesięcioleci najpopularniejsze w świecie wydawnictwo, służące wykonywaniu dzieł Chopina przez kilka generacji pianistów. Koncertował we Francji, Austrii, Rosji i Rumunii. W 1857 osiadł we Lwowie. Jako dyrektor Lwowskiego Towarzystwa Muzycznego (od 1858) rozwinął jego działalność i założył lwowskie konserwatorium. Był nauczycielem wielu muzyków, m.in. Rudolfa Schwarza (następcy na stanowisku dyrektora), Mieczysława Sołtysa, późniejszego profesora i dyrektora lwowskiego konserwatorium, a także Stanisława Niewiadomskiego, ale przede wszystkim takich pianistów, jak Moriz Rosenthal, Raul Koczalski, Aleksander Michałowski, Mieczysław Horszowski i Emma Ostaszewska.
W 1880 odznaczony Krzyżem Rycerskim Orderu Cesarza Franciszka Józefa I. Zmarł we Lwowie. Został pochowany na cmentarzu Łyczakowskim, na polu nr 77.

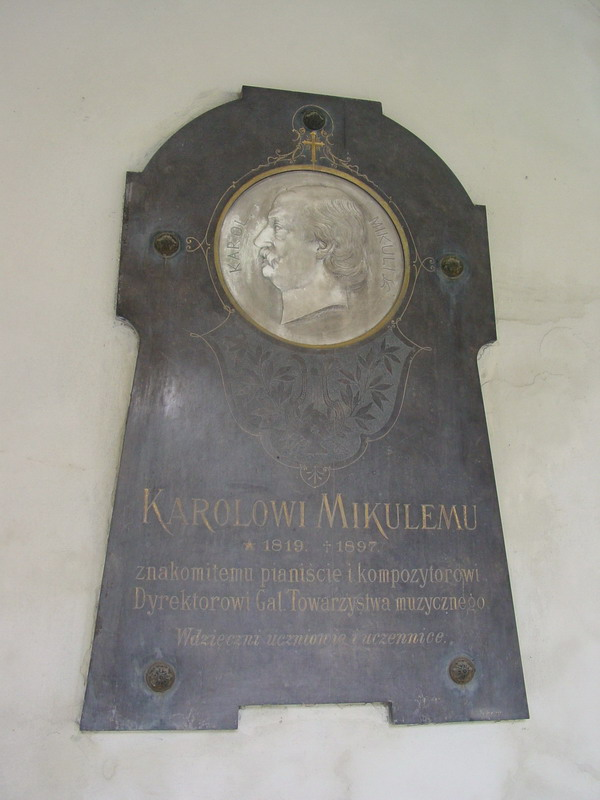
Tablica pamiątkowa na ścianie Katedry Ormiańskiej we Lwowie
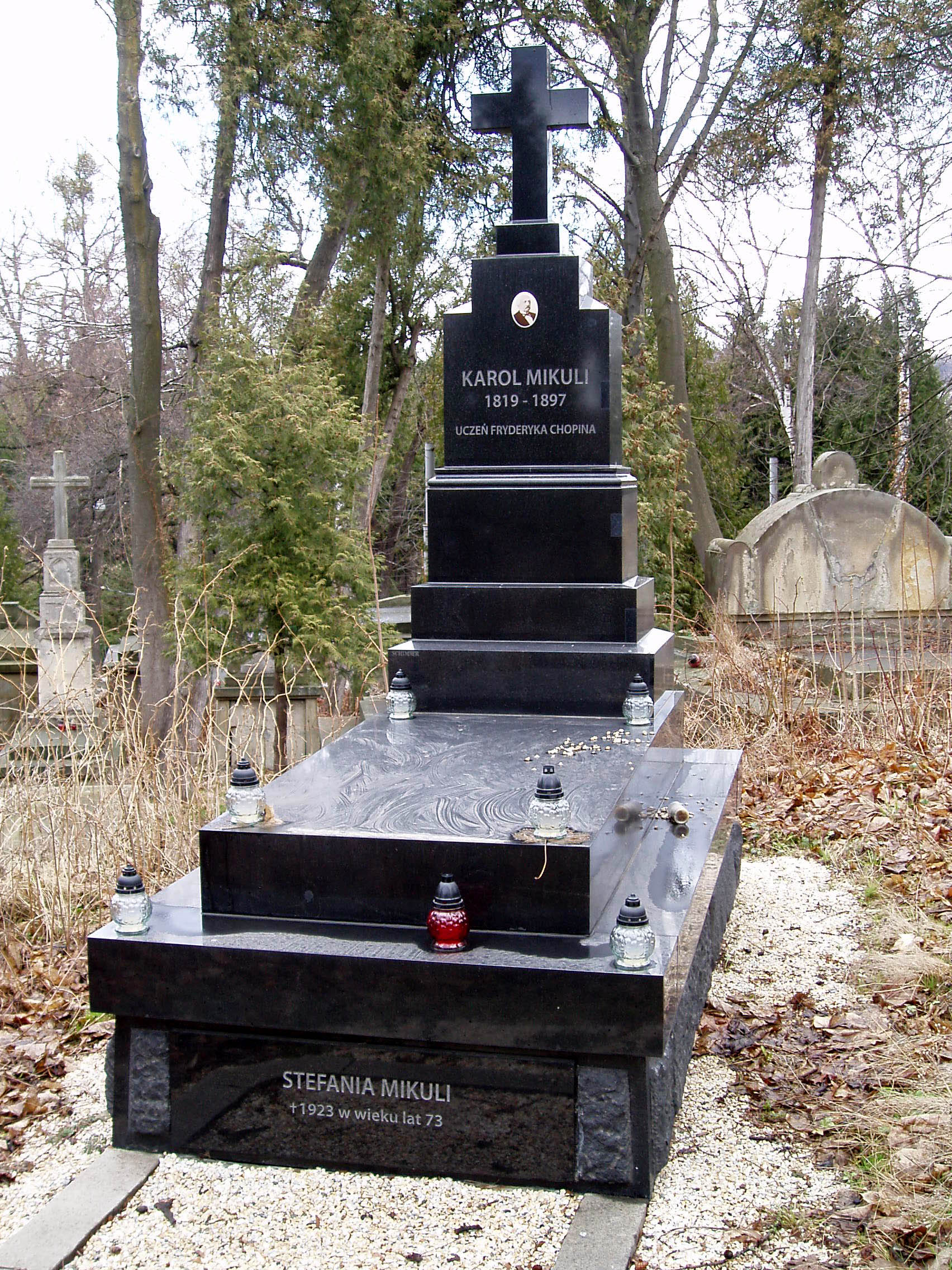
Grób Karola Mikulego na cmentarzu Łyczakowskim